# Jacques Edwin Brandenberger
Jacques Edwin Brandenberger (Zurique, 19 de outubro de 1872 — Zurique, 13 de julho de 1954) foi um químico e engenheiro textil suíço.
Em 1908 inventou o celofane. Em 1937 recebeu a Medalha Elliott Cresson.